# Aubin Barbary de Langlade
Pour les articles homonymes, voir Barbary et Langlade.
Aubin Barbary de Langlade est un homme politique français né 1er mai 1768 à Excideuil (Dordogne) et mort le 7 septembre 1836 à Excideuil (Dordogne).

## Biographie
Officier de cavalerie au début de la Révolution, il devient conseiller d'arrondissement et maire d'Excideuil. Il est député de la Dordogne en 1815, lors des Cent-Jours, siégeant avec les libéraux constitutionnels puis de 1817 à 1820, siégeant au centre gauche.